# Gambia Department of Parks and Wildlife Management
Das Gambia Department of Parks and Wildlife Management (GDPWM) ist eine Behörde der Regierung des westafrikanischen Staates Gambia. 
Sie ist verantwortlich für die wildlebende Tiere und Pflanzen im Land. Zu den Aufgaben zählen die Bewirtschaftung, Verwaltung und Entwicklung der geschützten Gebiete, der National Parks und National Reserves des Landes. Sie kontrolliert die Einhaltung des Wildlife Act 1977 sowie des Washingtoner Artenschutz-Übereinkommen, das den Handel von geschützten wildlebenden Tier- und Pflanzenarten verbietet und die Ein- und Ausfuhr streng regelt.
Das GDPWM ist in fünf Sektionen unterteilt:
1. Direktion (Directorate)
2. Naturschutz, Bildung und Erweiterung (Conservation, Education and Extension Unit)
3. Naturschutzgebiete (Parks and Protected Area Management Unit)
4. Forschung und Abschätzung von Ernteschäden (Research, Crop damage Assessment and Control Unit)
5. Überwachung (Surveillance Unit)

## Geschichte
Mit dem Abuko Nature Reserve wurde 1968 von der Regierung Gambias das erste Naturschutzgebiet eingerichtet. Es folgte die Gründung der Wildlife Conservation Unit (WCU), die der Forstbehörde (Department of Forestry) unterstand. 1977 wurde im Zuge des wachsenden Umweltbewusstseins die WCU reformiert und in eine Behörde, die Wildlife Conservation Department (WCD), umgewandelt. Diese Behörde wurde 1994 umbenannt und um die Bewirtschaftung der Naturschutzgebiete erweitert.